# Vilonia
Vilonia è una città degli Stati Uniti d'America situata nello Stato dell'Arkansas, nella Contea di Faulkner.